# Liolaemus canqueli
Liolaemus canqueli — вид ігуаноподібних ящірок родини Liolaemidae. Ендемік Аргентини.

## Поширення і екологія
Liolaemus canqueli мешкають на плато Канкель в провінції Чубут. Вони живуть в степах Патагонії, місцями порослих чагарниками. Зустрічаються на висоті від 500 до 1000 м над рівнем моря. Живляться комахами, відкладають яйця.